# Лейостила рогово-ребриста
Лейостила рогово-ребриста (Leiostyla corneocostata) — вид наземних черевоногих молюсків з родини Lauriidae.

## Поширення
Ендемік Мадейри. Поширений у південно-західній частині острова Порту-Санту. Ареал виду не перебільшує 6 км². Живе в прибережному середовищі існування в зоні морського припливу, де живе в тріщинах скель і під рослинністю.